# Wilhelm Kapp
Wilhelm Kapp (* 16. September 1865 in Bischweiler; † 1. Juni 1943 in Freiburg im Breisgau) war ein deutscher evangelischer Pfarrer und Hochschullehrer.

## Leben
Kapp studierte ab 1885 Evangelische Theologie in Straßburg, der Hauptstadt des seit 1871 deutschen Reichslandes Elsaß-Lothringen. Nach seinem Examen 1891 war er Pfarrer in verschiedenen elsässischen Gemeinden, u. a. in Ittenheim. 1906 legte er die Lehramtsprüfung ab und arbeitete ab 1910 als Gymnasiallehrer in Straßburg. Daneben redigierte er ab 1908 die Elsaß-Lothringischen Heimatstimmen, die Zeitschrift der deutschnationalen Elsaß-Lothringischen Vereinigung, deren Vorsitz er innehatte. Aus diesem Grunde wurde er noch 1918 aus dem nun wieder französischen Elsass ausgewiesen. 1920 wurde er Lehrbeauftragter für wissenschaftliche Zeitungskunde an der Albert-Ludwigs-Universität Freiburg und 1924 Honorarprofessor. 1934 ging er in den Ruhestand.
Als Herausgeber der Alemannischen Kulturberichte setzte Kapp seine antifranzösische Publizistik fort. Er gilt aber auch als „einer der Pioniere der Zeitungswissenschaft“.
Im Jahr 1940 erhielt er die Goethe-Medaille für Kunst und Wissenschaft.

## Schriften (Auswahl)
- Bildung und Religion. Ein Vortrag. Mohr, Tübingen 1907.
- Die Westmark des Deutschen Reiches in Vergangenheit und Gegenwart. Siegismund, Berlin 1916 (Schützengraben-Bücher für das deutsche Volk; 24), OCLC 560549953.
- Ist Elsaß-Lothringen als autonomer Bundesstaat denkbar? Springer, Berlin 1918, OCLC 915620020.
- Das elsass-lothringische Symbol. Semminger, Bern 1919, OCLC 72126415.
- Die Rätsel der Partei-Politik im Elsaß. In: Elsaß-Lothringen. Heimatstimmen, Jg. 5 (1927), Heft 2, S. 66–76.